# ASTRAL
Azienda Strade Lazio S.p.A., meglio nota attraverso l'acronimo ASTRAL, è un'azienda pubblica italiana sottoposta alla direzione e al coordinamento dalla Regione Lazio, che ne è socio unico. Per conto dell'ente regionale gestisce in concessione l'intera rete viaria regionale e cura la progettazione, realizzazione e vigilanza delle nuove infrastrutture stradali e ferroviarie. Gestisce inoltre il servizio di infomobilità regionale ed è soggetto attuatore della progettazione delle reti di trasporto pubblico locale, dell'affidamento e del controllo dei servizi di TPL su gomma.

## Storia
L'azienda fu fondata attraverso la legge regionale n° 12 del 20 maggio 2002 per gestire le centinaia di chilometri di strade regionali del Lazio assumendo i compiti assegnati dallo Stato all'ente regionale. Il capitale sociale della neonata azienda fu inizialmente fissato in 200 000 euro suddivisi in 400 azioni da 500 euro ciascuna poi aumentati all'approvazione dello statuto nel 2019 a 5 500 000 euro suddivisi in 11 000 azioni ed in seguito a 10 000 000 euro suddivisi in 22 000 azioni.
Nel corso del 2012 la gestione dell'azienda è finita sotto inchiesta da parte della Corte dei conti che, a fronte di un fortissimo aumento delle perdite, pari nel bilancio 2011 a 6054670 euro (con un aumento del 984% rispetto al 2010), ha registrato una flessione della produttività. Per i forti debiti contratti tra il 2010 e il 2012 l'azienda ha rischiato il fallimento.

Logo in uso fino al 2021/2022

Nel 2019 l'azienda ha ceduto ad ANAS 684 chilometri di strade regionali riclassificate. Nello stesso anno la regione Lazio ha adottato una delibera di indirizzo per affidare ad ASTRAL la gestione dell'infrastruttura delle ferrovie Roma-Lido e Roma-Civita Castellana-Viterbo, subentrando alla società comunale ATAC. Dopo varie proroghe e un periodo in affiancamento ASTRAL è subentrata definitivamente ad ATAC per il solo ruolo di gestore dell'infrastruttura delle due linee il 1º luglio 2022.